# Roning under sommer-OL 2016 – Toer uden styrmand (damer)
Damernes roning i toer uden styrmand under Sommer-OL 2016 fandt sted den 7. august - 12. august 2016 på Lagoa Rodrigo de Freitas ved Copacabana.

## Format
Der var i alt kvalificeret 15 mandskaber til konkurrencen, der blev indledt med tre indledende heats med fem mandskaber i hvert heat. De tre bedste mandskaber fra hvert heat gik til semifinalerne mens de resterende gik til ét opsamlingsheat. I opsamlingsheatet gik de tre bedste mandskaber videre til semifinalerne. I de to semifinaler gik de tre bedste mandskaber til finalen mens de resterende seks mandskaber gik til B finalen. 

## Tidsplan
Nedenstående tabel viser tidsplanen for afvikling af konkurrencen:
| Dato       | Tid   | Runde          |
| ---------- | ----- | -------------- |
| 7. august  | 10:10 | Heats          |
| 8. august  | 09:10 | Opsamlingsheat |
| 10. august | 08:30 | Semifinaler    |
| 10. august | 12:40 | C Finale       |
| 12. august | 09:30 | B Finale       |
| 12. august | 10:40 | Finale         |

## Resultater[1]

### Heat 1
| Placering | Land           | Roer                                            | Tid     | Note |
| --------- | -------------- | ----------------------------------------------- | ------- | ---- |
| 1         | Storbritannien | Helen Glover Heather Stanning                   | 7:05,05 | Q    |
| 2         | Danmark        | Anne Dsane Andersen Hedvig Lærke Berg Rasmussen | 7:05,28 | Q    |
| 3         | Tyskland       | Kerstin Hartmann Kathrin Marchand               | 7:17,98 | Q    |
| 4         | Canada         | Jennifer Martins Nicole Hare                    | 7:22,99 | R    |
| 5         | Holland        | Karien Robbers Aletta Jorritsma                 | 7:23,10 | R    |

### Heat 2
| Placering | Land         | Roer                            | Tid     | Note |
| --------- | ------------ | ------------------------------- | ------- | ---- |
| 1         | New Zealand  | Genevieve Behrent Rebecca Scown | 7:09,23 | Q    |
| 2         | Sydafrika    | Lee-Ann Persse Kate Christowitz | 7:11,29 | Q    |
| 3         | Kina         | Min Zhang Tian Miao             | 7:15,66 | Q    |
| 4         | Frankrig     | Noemie Kober Marie Le Nepvou    | 7:26,28 | R    |
| 5         | Hviderusland | Alena Furman Ina Nikulina       | 7:35,23 | R    |

### Heat 3
| Placering | Land     | Roer                                  | Tid     | Note |
| --------- | -------- | ------------------------------------- | ------- | ---- |
| 1         | USA      | Felice Mueller Grace Luczak           | 7:05,14 | Q    |
| 2         | Spanien  | Anna Boada Peiro Aina Cid I Centelles | 7:12,00 | Q    |
| 3         | Polen    | Anna Wierzbowska Maria Wierzbowska    | 7:12,82 | Q    |
| 4         | Italien  | Alessandra Patelli Sara Bertolasi     | 7:13,06 | R    |
| 5         | Rumænien | Madalina Beres Laura Oprea            | 7:18,16 | R    |

### Opsamling heat
| Placering | Land         | Roer                              | Tid     | Note     |
| --------- | ------------ | --------------------------------- | ------- | -------- |
| 1         | Rumænien     | Madalina Bereș Laura Oprea        | 7:55,25 | Q        |
| 2         | Italien      | Alessandra Patelli Sara Bertolasi | 7:58,89 | Q        |
| 3         | Frankrig     | Noémie Kober Marie Le Nepvou      | 7:59,44 | Q        |
| 4         | Canada       | Jennifer Martins Nicole Hare      | 8:01,09 | C finale |
| 5         | Holland      | Aletta Jorritsma Karien Robbers   | 8:03,07 | C finale |
| 6         | Hviderusland | Alena Furman Ina Nikulina         | 8:07,16 | C finale |

### Semifinale 1
| Placering | Land           | Roer                               | Tid     | Note     |
| --------- | -------------- | ---------------------------------- | ------- | -------- |
| 1         | Storbritannien | Helen Glover Heather Stanning      | 7:18,69 | Q        |
| 2         | USA            | Felice Mueller Grace Luczak        | 7:20,93 | Q        |
| 3         | Sydafrika      | Lee-Ann Persse Kate Christowitz    | 7:24,03 | Q        |
| 4         | Rumænien       | Madalina Bereș Laura Oprea         | 7:29,20 | B finale |
| 5         | Polen          | Anna Wierzbowska Maria Wierzbowska | 7:39,12 | B finale |
| 6         | Italien        | Alessandra Patelli Sara Bertolasi  | 7:45,44 | B finale |

### Semifinale 2
| Placering | Land        | Roer                                            | Tid     | Note     |
| --------- | ----------- | ----------------------------------------------- | ------- | -------- |
| 1         | Danmark     | Anne Dsane Andersen Hedvig Lærke Berg Rasmussen | 7:27,56 | Q        |
| 2         | New Zealand | Genevieve Behrent Rebecca Scown                 | 7:29,67 | Q        |
| 3         | Spanien     | Anna Boada Aina Cid                             | 7:30,79 | Q        |
| 4         | Kina        | Min Zhang Tian Miao                             | 7:30,90 | B finale |
| 5         | Tyskland    | Kerstin Hartmann Kathrin Marchand               | 7:39,79 | B finale |
| 6         | Frankrig    | Noémie Kober Marie Le Nepvou                    | 7:44,81 | B finale |

### Finale
| Placering | Land           | Roer                                            | Tid     | Note |
| --------- | -------------- | ----------------------------------------------- | ------- | ---- |
| Guld      | Storbritannien | Helen Glover Heather Stanning                   | 7:18,29 |      |
| Sølv      | New Zealand    | Genevieve Behrent Rebecca Scown                 | 7:19,53 |      |
| Bronze    | Danmark        | Anne Dsane Andersen Hedvig Lærke Berg Rasmussen | 7:20,71 |      |
| 4         | USA            | Felice Mueller Grace Luczak                     | 7:24,77 |      |
| 5         | Sydafrika      | Lee-Ann Persse Kate Christowitz                 | 7:28,50 |      |
| 6         | Spanien        | Anna Boada Aina Cid                             | 7:35,22 |      |